# Supraphon
Supraphon — чехословацкая и чешская фирма звукозаписи.

## История
Название Supraphon (первоначально используемое для электрических проигрывателей) впервые было зарегистрировано в качестве товарного знака в 1932 году. 
В послевоенные годы этот лейбл использовался для чешских альбомов, выпускавшихся на экспорт и сыгравших большую роль в распространении чешских классических музыкальных записей 1930—40-х годов.

В последующие годы Supraphon стал экспортной фирмой (1949), производственной компанией (Supraphon Record, 1961), независимым издателем (Supraphon n.p., 1969) и, благодаря его постоянно растущему влиянию, синонимом чешской звукозаписывающей промышленности. Благодаря тщательно спланированной презентации чешской музыки и известных чешских исполнителей Supraphon заработала своё место среди уважаемых звукозаписывающих компаний Европы и во всём мире. 
Хотя во времена Чехословакии имеющаяся технология записи была довольно примитивной[уточнить], качество альбомов Supraphon было сопоставимо с производством основных западноевропейских фирм. 
Supraphon выпустил свой первый компакт-диск классической музыки (англ. Smetana´s My Country, чеш. Smetanova Má vlast) в 1987 году, став одним из первых производителей в мире, предложивших эту революционно новую технологию звукозаписи, а впоследствии он стал первым европейским лейблом, выпустившим классическую музыку на ДВД (диск Dreams and Journeys).
В 1991 году произошла внутренняя реорганизация Supraphon, в структуре которого отдельно были выделены музыкальный и издательский департаменты.
В 1993 году произошла приватизация компании, в результате чего до 2008 года Supraphon был мажоритарным акционером издательства Bonton Supraphon Inc, которому также принадлежат звукозаписывающие издательства Albatros, Bonton film, Bonton Music и некоторые другие крупные компании в области культуры. Чешский и словацкий лейбл Bonton, учрежденный в 1990 году, активно производила различную медиапродукцию, в том числе фильмы, видео и радио, а также осуществляла деятельность по записи музыкальных фонограмм. Репертуар Bonton Music составлял чешский рок, поп, джаз и фольклор, а Supraphon, уже как структурное подразделение этой компании, с 1994 года
был сосредоточен, главным образом, на выпуске классической музыки.
С января 1998 года фактически уже новый Supraphon попытался взять под контроль обе чехословацкие рекорд-компании, оставшиеся после распада ЧССР, Opus и Panton.
В феврале 1998 года Bonton и голландская фирма Sony Software B.V. создают совместное предприятие — акционерное общество, где 49 % оставалось за чешским собственником, а 51 % переходило к голландским партнерам. 
Как юридическое лицо лейбл Bonton прекратил своё существование в 2003 году. 
С осени 2008 года владельцем Supraphon становится чешская Music pro a.s..
В настоящее время Supraphon это акционерное общество, чьи активы включают архивные записи, которые является объектом большого интереса. Эти записи так богаты и уникальны, что они были объявлены национальным памятником культуры. Архив Supraphon содержит не только многочисленные музыкальные записи, но и записи прозы, которые представляют собой незаменимый документы развития чешской драматургии и актерского мастерства.
Сегодня Supraphon Music Publishing продолжает опираться на лучшие традиции компании. В центре его издательской деятельности классическая музыка, которая сделала Supraphon знаменитым, о чем свидетельствуют призы и награды, в том числе «Grand Prix du Disque de L’Europe de L’Académie du Disque», «Prize of Golden Disc of Nippon Columbia», «Wiener Flötenuhr — Pries der Mozartgemeinde Wien», «Cannes Classical Awards» и номинации на «Grammy Awards».
Каталог Supraphon постоянно расширяется — добавляются новые записи лучших чешских исполнителей, а также производится цифровой ремастеринг исторических записей, в первую очередь популярной серии «Supraphon Archive». Серия «Ančerl Gold» (42 CD) была хорошо принята во всем мире.

## Известные исполнители, записывавшиеся на лейбле
- Карел Готт
- Феликс Словачек
- Гелена Вондрачкова
- Алла Пугачёва
- Ивета Бартошова
- Группа «Katapult»
- Вацлав Нецкарж
- Группа «Golden kids»
- Яна Петру
- Карел Зих
- Ленка Филипова
- Группа «Olympic»
- Иржи Корн
- Итка Молавцова
- Гана Загорова
- Надя Урбанкова
- Вальдемар Матушка
- Петра Яну
- Станислав Гложек
- Петр Котвальд
- Эва Пиларова
- Марцела Голанова
- Павел Новак
- Марта Кубишова
- Гана Гегерова
- Мария Роттрова
- Группа «Citron»
- Луция Била
- Власта Прухова
- Иржи Шелингер
- Группа «OK Band»
- Павел Горняк
- Валерия Чижмарова
- Михал Давид
- Арношт Патек
- Далибор Янда
- Группа «Bukanýři»
- Группа «Natural»
- Франтишек Ринго Чех
- Сагван Тофи
- Маркета Мухова
- Иван Младек
- Тина Тернер